# Drible
Em esportes tais como futebol, hóquei, ou polo aquático, drible é a ação de desvencilhar-se do adversário gingando o corpo enquanto se controla a bola com os pés (futebol), stique (hóquei) ou braços (polo aquático). Trata-se de um tipo de finta.
Diferente de outros esportes, no basquetebol drible é o ato de bater a bola no solo com uma das mãos de cada vez. É um fundamento utilizado para que o jogador possa se deslocar em quadra, de posse da bola, sem cometer a infração da "andada", com os objetivos de ir à cesta, se livrar de um adversário, ou efetuar uma manobra tática.

## Futebol
No futebol, o drible é uma ação dominada pelos jogadores bastante técnicos, especialmente os atacantes. 

### Principais dribles
- Drible da vaca - Também conhecido como meia-lua. É um drible onde o jogador de frente para o oponente, toca ou chuta a bola para um lado, e corre para o lado oposto, buscando a bola novamente.[1][2] O mais famoso drible da vaca da história foi o "Drible do Pelé", executado na Copa do Mundo de 1970.
- Chapéu - Também conhecido como lençol. É quando o jogador joga a bola por cima da cabeça do marcador e corre pelo lado em busca da bola.
- Pedalada - É quando o jogador, indo em direção ao seu marcador, passa diversas vezes o pé sobre a bola, com o intuito de enganar o adversário em relação ao lado para onde ele prosseguirá com a jogada. Ficou famosa por causa de jogadores brasileiros como Robinho, Ronaldo e Denilson. Mas o inventor do drible da pedalada foi o ilustre jogador Didi, com registro na partida entre Botafogo e Fluminense pelo campeonato carioca de 1957.
- Caneta - Também conhecido como "rolinho", "ovinho", "janelinha" ou "sainha", este drible é quando o jogador está marcando o outro frente a frente ou em qualquer outra posição e um deles rola a bola por debaixo das pernas do outro e corre pelo outro lado para buscar a bola.
- Elástico - É quando o jogador, parado na frente de quem o está marcando, toca duas vezes com o mesmo pé na bola, mudando o movimento dela, enganando assim o adversário. Este drible foi "inventado" por Rivellino, no entanto, o craque revelou que aprendeu o drible com um amigo dos tempos de escola que se chamava Sérgio Echigo. Durante os anos 90 e anos 2000 esse tipo de drible foi popularizado por grandes jogadores como Ronaldo, Romário e Ronaldinho.
- Lambreta - Muito popular como um drible difícil de fazer. Lambreta é o ato de puxar a bola com um calcanhar e levantá-la com o outro calcanhar a ponto de fazer a bola passar por cima do oponente e dominá-la do outro lado, dando sequência à partida. Esse drible também é conhecido como "carretilha" ou "chapéu mexicano", tendo como inventor e magistralmente aplicado pelo ex-jogador Kaneco (Santos) no campeonato Paulista de 1968.
- Corte - É um drible popular, em que o jogador corre com a bola e a puxa para outra direção, fazendo com que o adversário caia no chão.
- Corte elástico - É um drible que o jogador puxa a bola com o lado interno do pé pela frente e lado oposto do adversário dando a impressão que vai para um lado porém vai para o outro, quem inventou esse drible foi o jogador Romário no final dos anos 80.
- Drible do chinelo - É um drible que o jogador dá de letra mas não com muita força que pega com o outro pé mudando o sentido da bola confundindo o adversário.
- Drible do parafuso - É quando o jogador bate de calcanhar na bola, gira e dá mais um toque nela. Assim mudando a direção da bola e enganando o adversário.
- Drible da foca - Inventado pelo meio-campista Kerlon, o drible consiste em fazer embaixadinhas, só que com a cabeça.
- Roleta / 360 / Girosflin - conhecido também como "Roulette do Zidane" ou "Roleta marselhesa", consiste em parar a bola com o pé e bater com o outro de calcanhar.
- Remate de letra falso - O drible consiste em um falso chute de letra passando-se o pé por cima da bola.
- Elástico de letra - É quando o jogador puxa a bola para o lado e em seguida toca rapidamente para o outro lado, enganando o oponente. Possivelmente criado pelo brasileiro Ronaldo.[3]